# Atarba (Atarba) stigmosa
Atarba (Atarba) stigmosa is een tweevleugelige uit de familie steltmuggen (Limoniidae). De soort komt voor in het Neotropisch gebied.